# Schraptiger

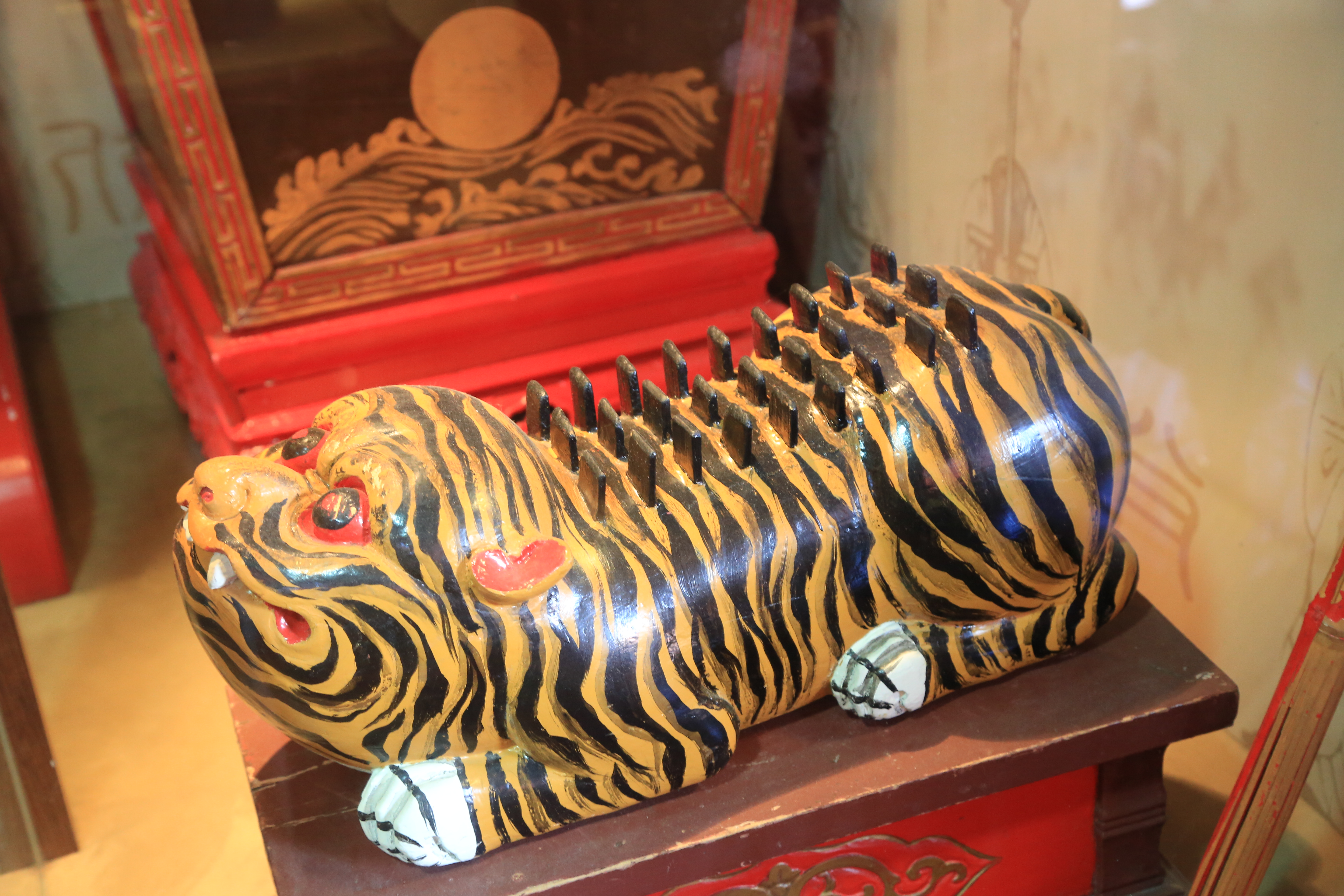
Schraptiger

Der Schraptiger (chinesisch 敔, Pinyin yǔ; Wade-Giles yü) ist ein seit der Vor-Qin-Zeit bekanntes chinesisches Schrapinstrument aus Holz. In der Klassifikation der Acht Klänge (bayin) wird es den Holzinstrumenten zugerechnet. 
Seine Form stellt einen auf dem Bauch liegenden Tiger dar; seit der Tang-Dynastie wird ein dünnes Bambusrohr oder eine Holzstange über den Zahnkamm auf dem Tigerrücken gestrichen und produziert ein schrapendes Geräusch. Das Instrument wurde in der höfischen Sakralmusik (yǎyuè) eingesetzt und kann das Ende einer Komposition anzeigen. Es ist auch in der koreanischen Ritualmusik (jeongak) bekannt. In Korea trägt es den Namen eo (Hangŭl 어). 
Dem französischen Jesuiten Joseph-Marie Amiot zufolge, der von 1751 bis 1793 in Peking tätig war, symbolisiert der Tiger die Unterwerfung aller Tiere unter den Menschen. Ob die Zähne früher auf sechs unterschiedliche Tonhöhen gestimmt waren, wie Amiot angibt, oder der Schraptiger in der Song- und Yuan-Dynastie bei Zeremonien sechs Mal angeschlagen wurde, ist jedoch unklar.

## Kommentar zum Shangshu
Bereits im Kapitel Yi Ji (益稷 – „Yi und Ji“) des Buches der Urkunden (Shangshu) wird der Schraptiger zusammen mit dem Schlagkasten (柷,  zhù) erwähnt. Der han-zeitliche Kommentar von Zheng Xuan zu der Textstelle lautet: „Der Schraptiger (yǔ) sieht aus wie ein auf dem Bauch liegender Tiger, sein Rücken ist beschnitzt und zackenförmig wie die Spitze einer Hacke oder eines Schwertes (chú wú), er wird mit einem Gegenstand gekitzelt, so dass er Musik hervorbringt.“ 